# Wał (polowy)

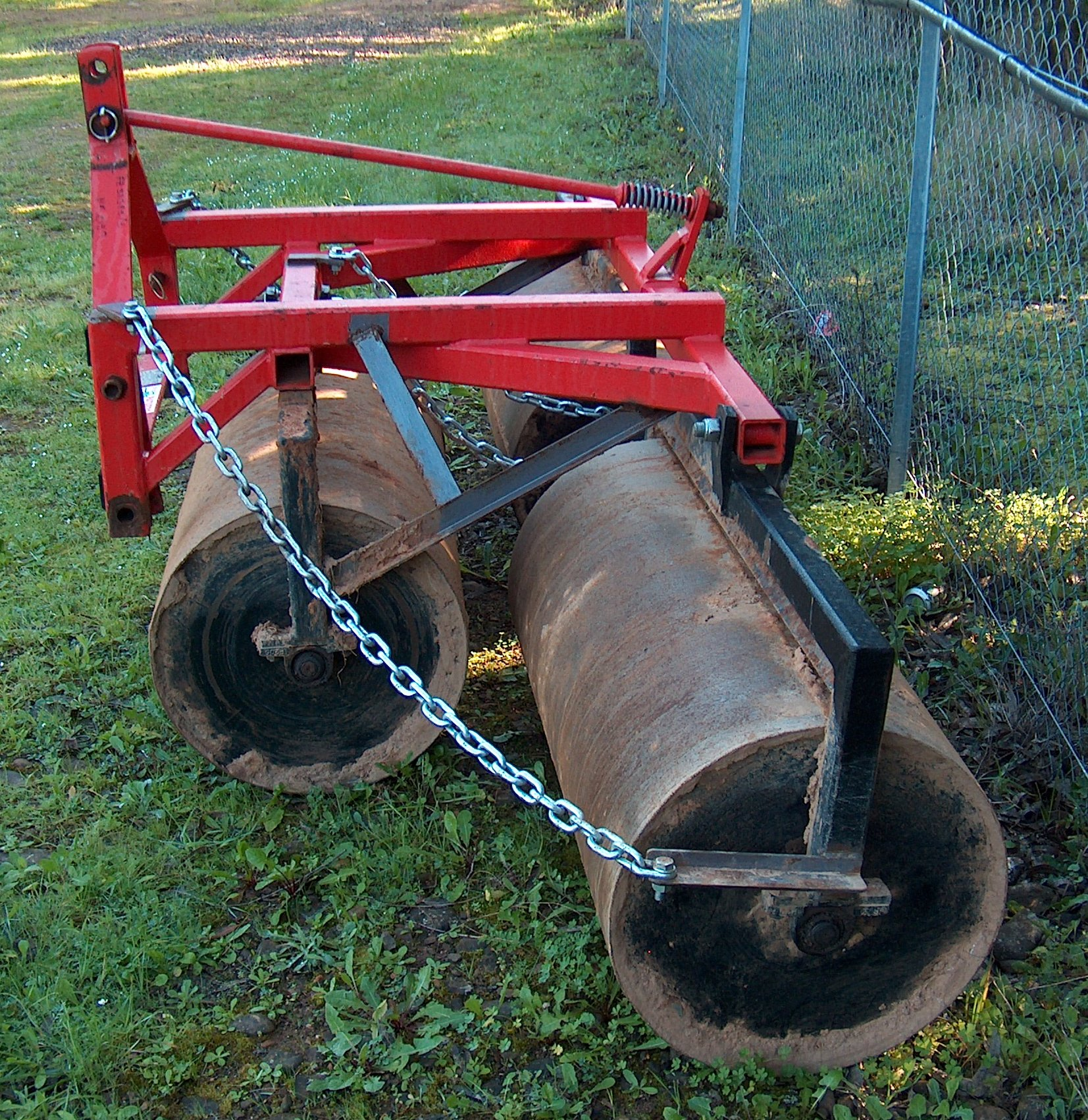
Wał gładki

Wał – narzędzie uprawowe, którego zadaniem jest ugniatanie gleby, prowadzące do rozkruszenia brył i zmniejszenia stopnia jej porowatości.
Wały gładkie polowe wykorzystywane są przed zasiewem do ugniecenia i wyrównania spulchnionej gleby lub po zasiewie w celu lepszego podsiąkania wody. Wały gładkie łąkowe stosuje się na użytkach zielonych głównie do wyrównywania powierzchni darni. Wał pierścieniowy (zwykły, Cambridge, Croskill, Cambridge-Croskill) służy zwykle do rozkruszania brył po innych uprawach na glebach średnich i ciężkich oraz nadawania szorstkości na glebach zagrożonych erozją wodną. Wał kolczatka służy doprawianiu gleby po orce i jest często łączony z pługiem. Wały strunowe stosowane są do zagęszczenia powierzchniowej warstwy gruntu bez jego ugniatania oraz dodatkowego kruszenia brył i często łączone są z innymi narzędziami uprawowymi.
Zabieg wykonywany przy pomocy wału nazywany jest wałowaniem.

## Rodzaje wałów
- gładki
  - polowy
  - łąkowy
- prętowy
  - strunowy
  - żeberkowy
- pierścieniowy
  - zwykły
  - Cambridge
  - Croskill
  - Cambridge-Croskill
  - Campbella
  - kolczatka
  - kombinowany[1]